# Cadella lechriogramma
Cadella lechriogramma is een tweekleppigensoort uit de familie van de Tellinidae. De wetenschappelijke naam van de soort is voor het eerst geldig gepubliceerd in 1892 door Melvill.